# كلون لوتش

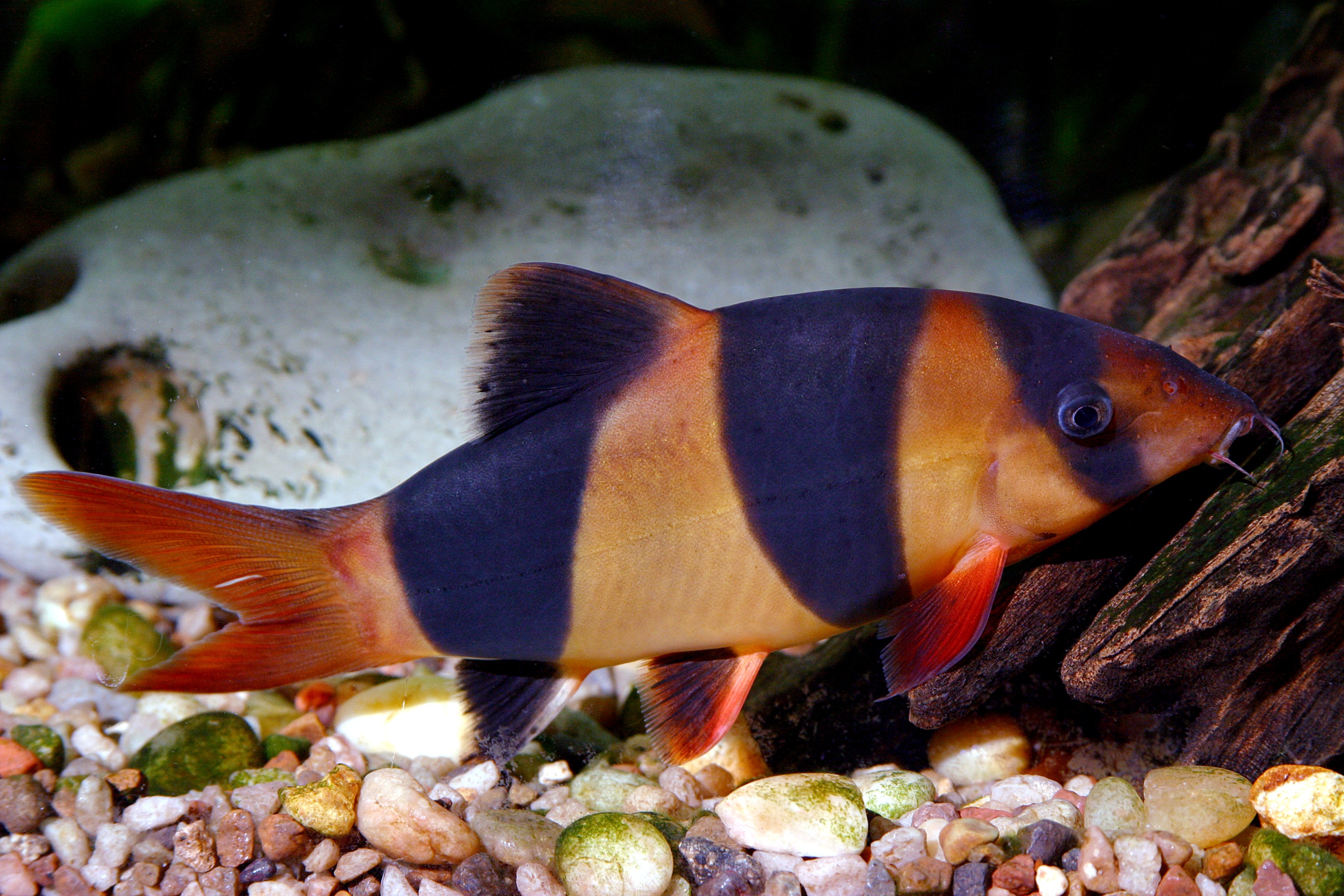

كلون لوتش (باللاتينية: Chromobotia macracanthus)، (بالإنجليزية: Clown loach) تنتمي لعائلة كوبيتيدي كوبيتيدي، موطنها الأصلي في المياه الداخلية إندونيسيا. وهي سمكة شائعة في أحواض سمك المياه العذبة وتجارتها منتشرة عبر العالم .